# Всеобщая школьная забастовка (1906—1907)
Всеобщая школьная забастовка (пол. Strajk szkolny w Poznaniu) — забастовка в польскоговорящих провинциях Пруссии в 1906—1907 годах, произошедшая по причине насильственной германизации прусскими властями местного населения. Предтечей конфликта является вжесненский школьный бойкот 1901—1902 годов.

## Начало забастовки и ход событий
Когда после Пасхи в 1906 года в 203 народных школах провинции Познань ввели немецкий на уроке религии, поднялась большая волна народного негодования. В июне последовали первые небольшие бойкоты, в которых до конца летнего семестра участвовало 2 897 школьников провинции. Забастовка же становится всеобщей с начала зимнего семестра после 16 октября 1906.
На её начало урок религии в провинции Познань вёлся для 63 % польских учеников ещё на их родном языке и только для остальных 37 % (88 500 школьников) на немецком. Таким образом, только от них можно было ожидать готовности к забастовке. Своей высшей точки она достигла 14 ноября 1906, когда из этих 88 500 в ней участвовало чуть больше половины школьников: 46 886 учеников в 755 школах Познани (всего в провинции было 2 624 школы, из которых 1 455 — католические) и 14 240 учеников в 563 школах Западной Пруссии (1 862 школы, 754 католических). Тем не менее эти события получили в историографии название «Всеобщей школьной забастовки» (нем. Allgemeiner Schulstreik). Она длилась до конца летних каникул 1907, то есть ровно год.
На начало забастовки повлияли события в России, где своя польская школьная забастовка совпала по времени с революцией 1905 года, поэтому и имела успех. Там правительство отменило многие меры, направленные на русификацию польских школ:
- во всех школах Царства Польского урок католической религии впредь должен был вестись на родном языке учеников католическими священниками;
- вводилось преподавание польского языка в русскоязычных государственных учебных заведениях;
- обучение в государственных и церковных народных школах, а также в средних и высших частных учебных заведениях, должно было впредь вестись на польском языке с разрешения учащихся и их родителей;
- отменялись распоряжения, ограничивавшие использование учениками гимназий и средних школ польского языка в школьное неурочное время.

Но идея начать большую забастовку в Пруссии сперва не имела успеха и нашла широкую поддержку только в октябре 1906, когда уже в некоторых местах спонтанно начались и шли школьные бойкоты. Поэтому неверно говорить, как делают некоторые авторы, вторя мнению прусских властей, что она была организована национальным польским движением, хотя оно, конечно, внесло в события свой вклад. На распространение же забастовки решительное влияние оказала поддержка её главным польским архиепископом Флорианом Стаблевским.

## Наказания
На специальном совещании правительства 10 октября 1906, ещё до начала массового протеста, было решено не реагировать на забастовку телесными наказаниями и денежными штрафами, и был выработан список тех мер, к которым могли прибегать местные власти. В результате школьников оставляли на дополнительные часы в школе и в худшем случае на второй год, а в выпускном аттестате у тех, кто бастовал после 1 января 1907, помечали, что этот ученик участвовал бойкоте, что означало, что его не примут в высшее учебное заведение; братьев или сестёр бастующих исключали из гимназий, что имело последствия на всю жизнь (случаев исключения было более 50, но часть исключённых позже снова взяли на учёбу); родителям уменьшали субсидии на содержание школы, а против тех родителей, которые состояли на государственной службе, применяли меры административного воздействия вплоть до увольнения.
В 1907, после долгих дискуссий, местные власти стали всё же применять денежные штрафы, причём для прекращения забастовки в большинстве случаев достаточно было одной угрозы его наложения. До конца апреля 1907 года такие угрозы в провинции Познань в 500 случаях повлияли на то, что 1000 детей прекратили непослушание. Самой жёсткой мерой, применённой местными инстанциями, было в двух случаях лишение родителей родительских прав решением районного суда (9 ноября 1906) вопреки позиции опекунского суда. Но это натолкнулось на неодобрение правительства, а Верховный суд в Берлине, который уже неоднократно зарекомендовал себя как беспристрастный арбитр в национальном вопросе, отменил это решение 23 января 1907. В провинции Померания 26 ноября 1906 также случился один подобный случай, но решение районного суда было вскоре отменено в высшей инстанции.